# El Denxe
El Denxe är en ort i Mexiko.   Den ligger i kommunen San Bartolo Tutotepec och delstaten Hidalgo, i den sydöstra delen av landet, 150 km nordost om huvudstaden Mexico City. El Denxe ligger 1 365 meter över havet och antalet invånare är 115.
Terrängen runt El Denxe är bergig åt nordväst, men åt sydost är den kuperad. Runt El Denxe är det ganska tätbefolkat, med 149 invånare per kvadratkilometer. Närmaste större samhälle är Huehuetla, 9,2 km öster om El Denxe. Omgivningarna runt El Denxe är en mosaik av jordbruksmark och naturlig växtlighet.